# Język rumu
Język rumu (a. dumu, rumuwa, tumu), także: kairi (a. kai-iri, kibiri) − język papuaski używany w prowincji Gulf w Papui-Nowej Gwinei, przez grupę ludności w dystrykcie Kikori (rejon rzek Kikori, Sirebi i Tiviri). W 1985 roku posługiwało się nim 1000 osób.
Należy do języków turama-kikori, przy czym jest izolatem w ramach tej grupy. Formy zaimków sugerują związek tego języka z rodziną transnowogwinejską.
Nie jest spokrewniony z językiem porome, również zwanym kibiri.
Sporządzono jego słownik oraz skrótowy opis gramatyki. Jest zapisywany alfabetem łacińskim.